# Samun Dukiya
Samun Dukiya est un site archéologique du Nigeria, dans la vallée de la Nok, où furent découverts des artefacts de la culture de Nok, datés de 300 av. J.-C. à 100 av. J.-C.

## Histoire
Les datations au radiocarbone indiquent que le site a été occupé de 2 500 à 2 000 ans avant notre ère. Aucune occupation antérieure à l'âge du fer n'a été établie.
Le site contenait des poteries brisées, du fer et d'autres artefacts ainsi que des fragments de statues en terre cuite, lesquelles auraient pu avoir été utilisées dans des sanctuaires.
Angela Fagg, fille de l'archéologue Bernard Fagg (en), a découvert des fragments de statues en terre cuite, de la poterie, des outils de l'industrie lithique, dont une hache et une pierre profondément rainurée. Elle a également trouvé des pièces en fer telles que des crochets, des bracelets, des fragments de couteaux, des pointes de flèches, des fers de lance et un cylindre constitué d'une bande de métal laminé. Les scories de fer ont été datées de 210 av. J.-C. environ.
Quoique faisant partie de la même tradition artistique, il existe des différences stylistiques entre les poteries domestiques trouvées à Samun Dukiya et celles d'autres sites relatifs à la culture de Nok comme Taruga et Katsina Ala. 
Il semble probable que le style de la culture Nok a été adopté par diverses communautés agricoles appartenant à des peuples différents, et qu'il n'est pas exclusivement propre à un peuple donné.